# Pilica (miasto)

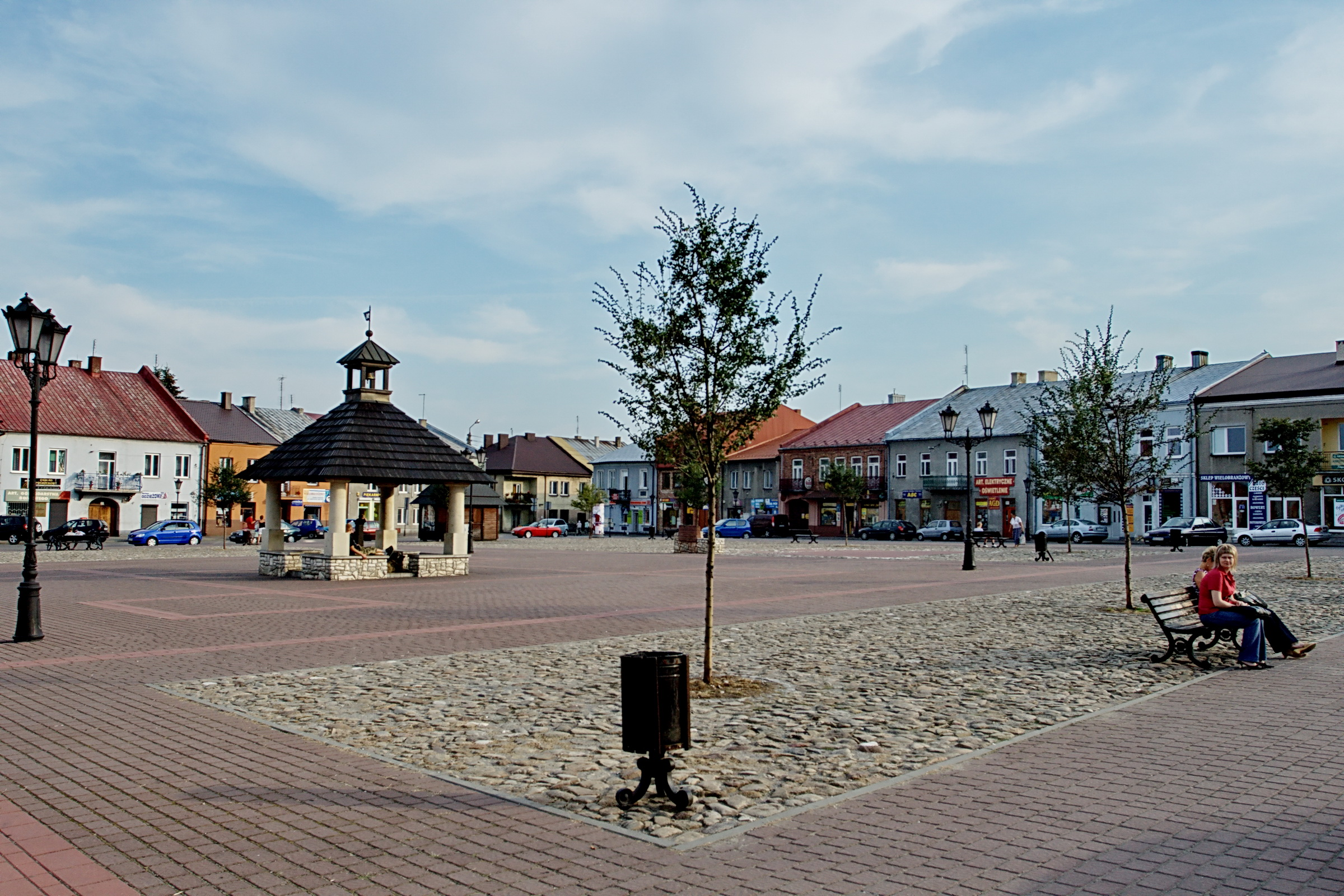
Rynek w Pilicy

Pilica – miasto w Polsce położone w województwie śląskim, w powiecie zawierciańskim, siedziba władz gminy miejsko-wiejskiej Pilica.
Według danych z 31 grudnia 2023 r. miasto miało 1761 mieszkańców.

## Położenie
Miasto leży u źródeł rzeki Pilicy, w środkowej części Wyżyny Krakowsko-Częstochowskiej, na terenie historycznej Małopolski.

## Demografia
Piramida wieku mieszkańców Pilicy w 2014 r.:

## Historia
Przez wieki Pilica należała do Małopolski. Testament Bolesława Krzywoustego Pilica weszła w skład senioralnej dzielnicy krakowskiej. W latach 1918–1945 Pilica należała do województwa kieleckiego, powiatu olkuskiego. W czasie okupacji niemieckiej (1939–1945) Pilica znalazła się w Generalnym Gubernatorstwie, w powiecie miechowskim. W latach 1945–1975 Pilica należała do województwa krakowskiego, powiatu olkuskiego, w 1975 r. włączona do województwa katowickiego. Natomiast od 1 stycznia 1999 r. należy do województwa śląskiego, powiatu zawierciańskiego.
Prawdopodobna data otrzymania praw miejskich to 1393 r. Rezydencja właścicieli Pilicy – średniowieczny, a potem renesansowy zamek Pilica – pierwotnie znajdowała się w pobliskim Smoleniu. W początku XVII w. powstała nowsza, warowna siedziba położona w pobliżu miasta, rozbudowana następnie do potężnej nizinnej twierdzy bastionowej. Została ona stosunkowo łatwo zajęta przez Szwedów, którzy jednak rychło zostali zmuszeni do jej opuszczenia. Wycofując się, Szwedzi spalili miasto oraz stary zamek, który od tego momentu zaczął obracać się w ruinę. Drugi raz – na znacznie dłużej – Szwedzi zajęli zamek pilicki w czasie wojny północnej.
Kilka lat po powstaniu styczniowym, 1 stycznia 1870 r. Pilica utraciła prawa miejskie na podstawie ukazu carskiego z 1 czerwca 1869 r. Odzyskała je dopiero w 1994 r.
W 1921 mieszkało tu 3299 osób. W 1929 były tu cztery kościoły katolickie (trzy filialne), klasztor reformatów, kościół protestancki i synagoga. Synagoga zlokalizowana była przy ulicy Łaziennej. Był to budynek drewniany. W czasie okupacji Niemcy spalili bożnicę.
We wrześniu 1939 oddziały Wehrmachtu zamordowały czterech mieszkańców Pilicy. W 1942 około 2000 Żydów z Pilicy, którzy stanowili ponad połowę mieszkańców miasta, zostało deportowanych do obozów zagłady lub do getta w Wolbromiu.

## Miejska architektura

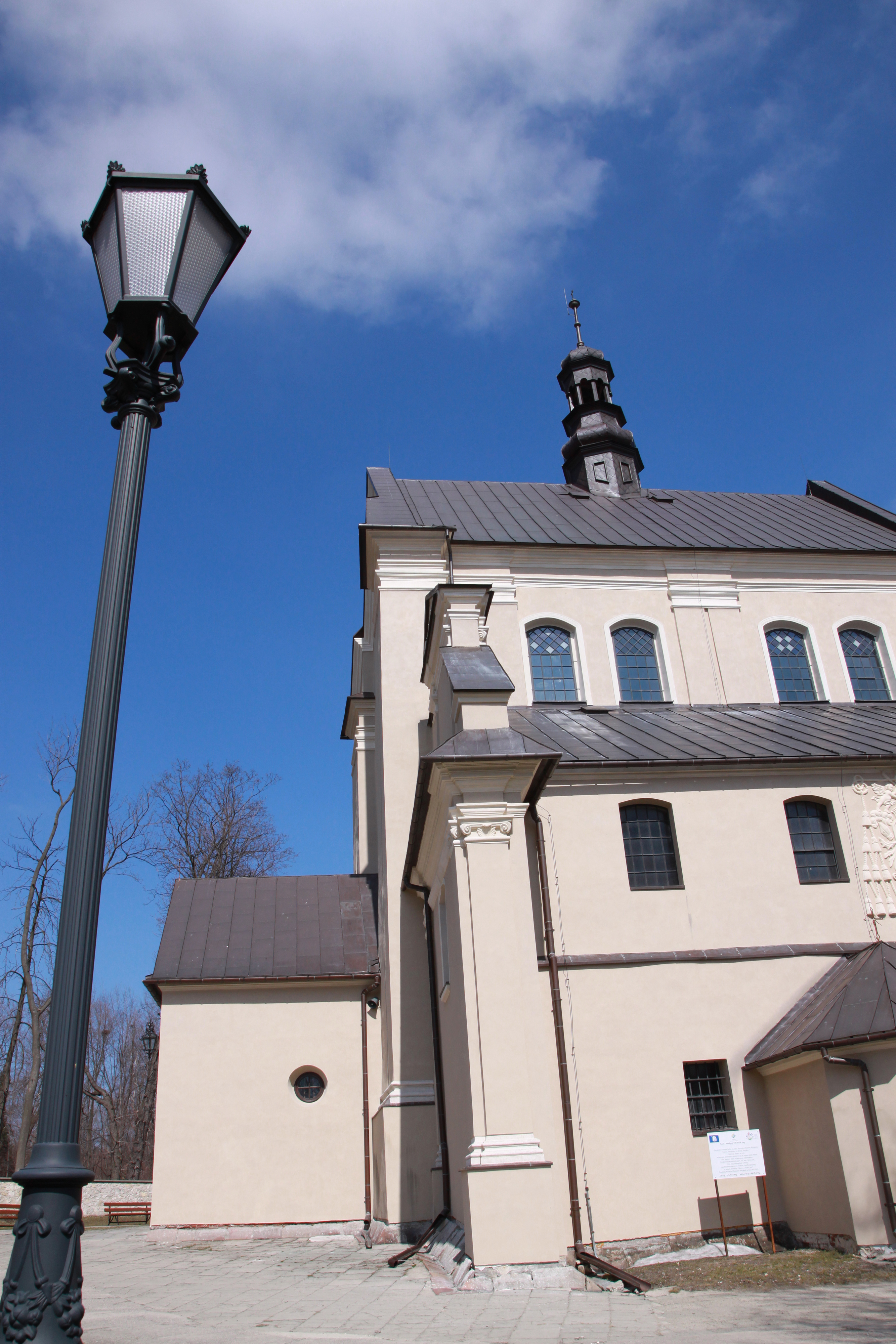
Kościół parafialny św. Jana Chrzciciela

- Zabytkowy XVII-wieczny zamek w Pilicy z parkiem i murami obronnymi
- Kościół parafialny św. Jana Chrzciciela[8]
- Sanktuarium Matki Bożej Śnieżnej – Opiekunki Rodzin
- Klasztor zakonu augustianów – obecnie w ruinie
- Kościół szpitalny św. Jerzego
- Historyczny drewniany kościół św. apostołów Piotra i Pawła na wzgórzu św. Piotra spalony pod koniec II wojny światowej w 1945 r. Obecny kościół stanowią wykonane z drewna ołtarz, ogrodzenie i dzwonnica oraz murowana zakrystia, która jako jedyna ocalała z pożaru w 1945 r. Tylko raz w roku – w święto patronów kościoła 29 czerwca – odprawiane są tu pod gołym niebem Msze Święte. W Wielki Piątek – ma tutaj swój początek nabożeństwo drogi krzyżowej, które kończy się w kościele św. Jana Chrzciciela.

## Sport
Pilica jest miejscem o bogatej historii i pięknym położeniu nad rzeką Pilicą. Dzięki swojemu naturalnemu otoczeniu oraz dogodnemu dostępowi do szlaków turystycznych i rowerowych, miasto stało się miejscem startowym dla wielu wydarzeń sportowych, w tym corocznego maratonu rowerowego Pilica 330.
Pilica 330 to wyścig rowerowy o długości ponad 300 kilometrów, którego trasa przebiega wzdłuż rzeki Pilicy – od jej źródła po ujście do Wisły. Różnorodność nawierzchni, obejmująca odcinki gruntowe, szutrowe i asfaltowe, czyni go wyjątkowym wyzwaniem dla uczestników.
Wydarzenie promuje zasady samodzielności i samowystarczalności, pozwalając uczestnikom na indywidualne planowanie odpoczynku i strategii pokonywania trasy. W maratonie mogą wziąć udział zarówno rowerzyści korzystający z tradycyjnych jednośladów, jak i posiadacze rowerów elektrycznych, dla których przewidziano osobną kategorię rywalizacji.

## Religia

### Judaizm

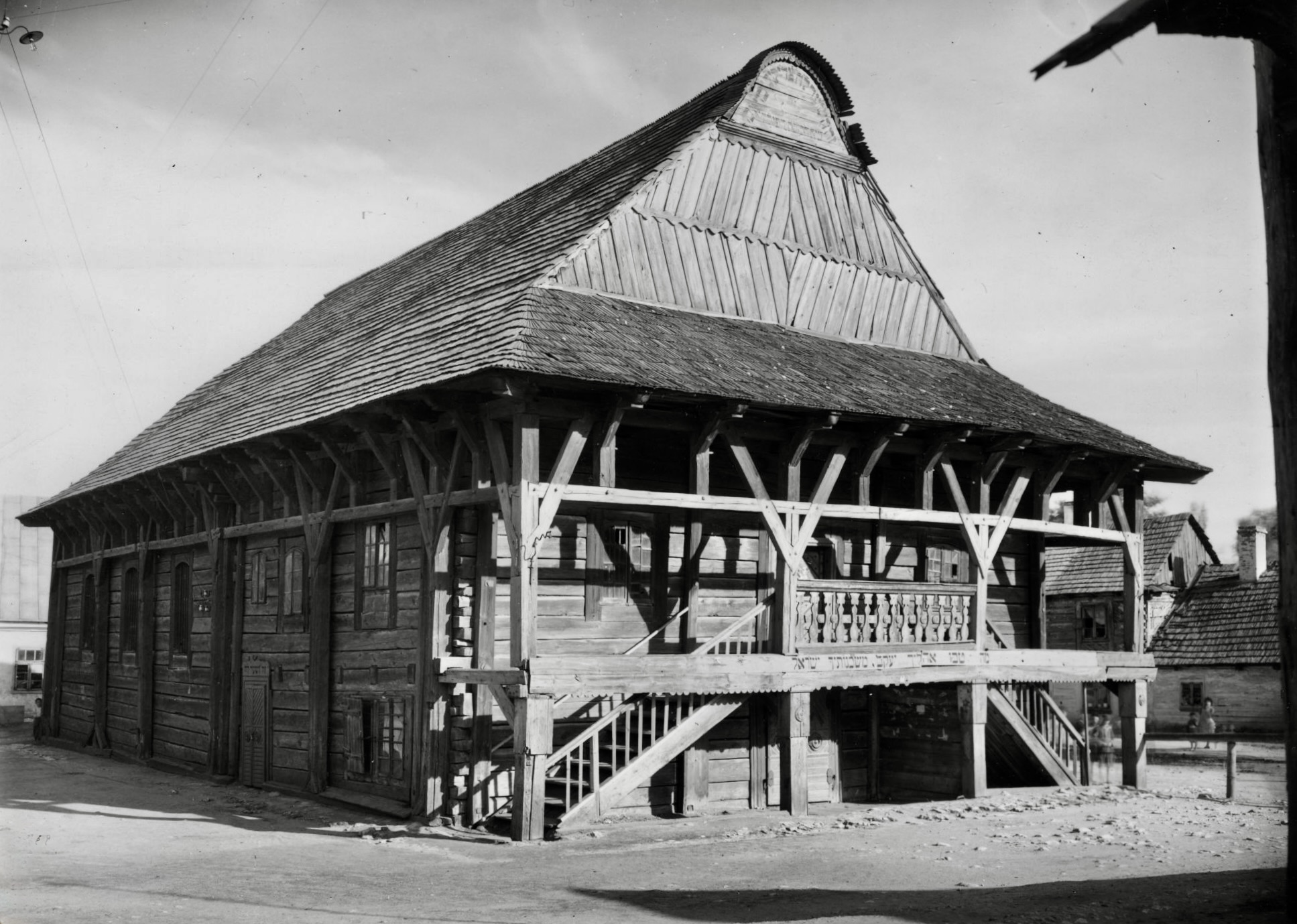
Synagoga przy ul. Łaziennej w Pilicy

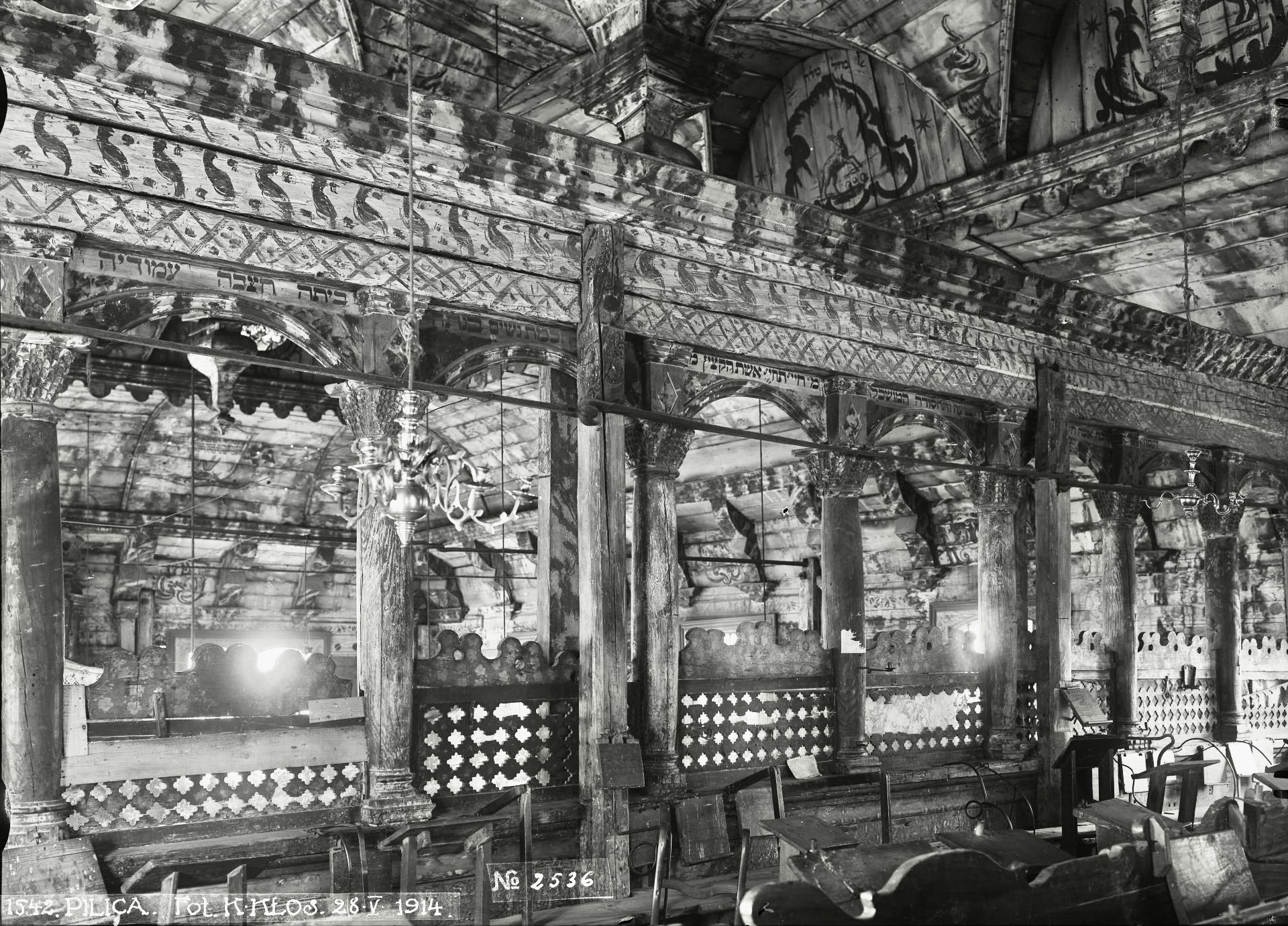
Wnętrze synagogi przy ul. Łaziennej w 1914 r.

Pierwsze zachowane informacje na temat obecności w Pilicy mieszkańców wyznających judaizm pochodzą z 1581, kiedy miejscowa społeczność żydowska w imieniu tutejszego duchowieństwa rzymskokatolickiego została oskarżona przez biskupa diecezji krakowskiej ks. Piotra Myszkowskiego o rzekomą profanację zakupionych przez nich hostii, jednak na skutek przeprowadzonego procesu doszło do oczyszczenia pozwanych z postawionych im zarzutów.
Żydzi zamieszkiwali w tym okresie osiedle położone na obszarze obecnych ulic Klasztornej i Reformackiej, które skupiało się wokół położonego tu placu targowego. Znajdowała się tu synagoga, ulokowana na obszarze placu przez późniejszym Domem Ludowym na skrzyżowaniu ulic Zawierciańskiej i Barbary. Społeczność ta dysponowała własnym cmentarzem, który położony był w rejonie współczesnego targowiska przy ul. Targowej.
W 1598 ks. Krzysztof Kazimirski, biskupi wizytator, wydał zakaz wynajmowania Żydom pomieszczeń mieszkalnych w domach na obszarze miasta. Po 1635 decyzją kasztelana Stanisława Warszyckiego doszło do wysiedlenia Żydów z Pilicy, a synagoga została przekształcona na kościół św. Barbary.
Po śmierci Warszyckiego w 1681 nowym starostą został Michał Warszycki, który umożliwił powrót Żydów do miasta. Osiedlili się oni na obszarze między Rynkiem, rzeką Pilicą oraz ulicami Łazienną i Markowską. Na przełomie XVII i XVIII wieku zbudowana tu została synagoga wzniesiona z modrzewiowego drewna, a także bydynki mykwy oraz chederu. Z 1721 pochodzi informacja o funkcjonowaniu w Pilicy gminy wyznaniowej żydowskiej. W 1731 społeczności żydowskiej miasta przez Marię Józefę Sobieską został oficjalnie nadany przywilej posiadania synagogi oraz cmentarza. Z powodu konfliktów handlarzy chrześcijańskich z żydowskimi, w 1733 wydała ona kolejny przywilej ustalający zasady prowadzenia tu handlu oraz rzemiosła, natomiast w 1753 Sobieską przyznała prawo wolnego wyboru rabina. W 1754 Pilicę objął Teodor Wessel, który doprowadził do znacznych ograniczeń pracy żydowskich rzeźników na korzyść rzeźników chrześcijańskich.
W 1764 Pilica była miejscem zorganizowania ostatniego Sejmu Czterech Ziem, stanowiącego wówczas najwyższy organ samorządu Żydów Korony Królestwa Polskiego I Rzeczypospolitej.
W 1765 na terenie miasta zamieszkiwało 506 osób wyznających judaizm, a cała pilicka gmina wyznaniowa żydowska skupiała 651 członków. W 1787 Pilica liczyła 274 Żydów, co stanowiło 24,4% społeczności miasta, natomiast w 1789 było to 366 osób (27,9% ogółu ludności).
Według informacji z 1790 w Pilicy działalność prowadziła szkoła żydowska. W 1791 Żydzi stanowili właścicieli 28 z 38 domów mieszkalnych zlokalizowanych przy Rynku. W 1819 istniały tu cztery sklepy prowadzone przez Żydów.
W 1821 w mieście było 1278 Żydów na 2572 mieszkańców, co stanowiło odsetek 49,7%. Do 1822 przedstawiciele tej społeczności objęli prawie wszystkie domy przy Rynku, a do chrześcijan należał wówczas tylko jeden z nich. Według statystyki z 1827 liczba mieszkańców narodowości żydowskiej spadła do 1096 osób, co wynosiło 38,3% ogółu ludności. Pomimo tego do 1829 praktycznie cała działalność handlowa i rzemieślnicza w mieście prowadzona była Żydów.
W 1834 komisja Województwa Krakowskiego wydała zakaz dalszego prowadzenia pochówków na terenie cmentarza żydowskiego przy ul. Klasztornej. W 1837 pozyskane zostało jednak zezwolenie na jego powiększenie, co spotkało się z protestem ze strony miejscowego proboszcza katolickiego. Pojedyncze pochówki prowadzone były na nim do 1860. 
W 1834 uruchomiony został nowy cmentarz żydowski zlokalizowany w południowej części miasta, przy Czarnym Lesie.
W 1869 zamieszkiwało tu 2267 Żydów na 3357 ogółu ludności (67,5%), natomiast w 1885 było to już 3095 Żydów na 4376 wszystkich mieszkańców (70,7%) W 1886 miał miejsce pożar miejscowości, co poskutkowało falą emigracji tutejszej ludności do pobliskich ośrodków przemysłowych. W efekcie w 1897 pozostało tu 2688 Żydów na 3975 ludności całkowitej (67,6%).
Na przełomie XIX i XX wieku Pilica stała się znaczącym ośrodkiem chasydyzmu, co spowodowane było przybywaniem członków tego nurtu religijnego do zamieszkałego tu szwagra cadyka Icchaka Meira Altera.
W 1924 w efekcie kontroli przedstawicieli starostwa nakazane zostało zamknięcie na terenie miasta szeregu prywatnych żydowskich domów modlitwy, co spowodowane było względami higienicznymi. Nie miało to jednak większego wpływu na organizację życia religijnego społeczności, ponieważ dysponowała ona w tym czasie synagogą oraz gminnym domem modlitwy przy ulicy Łaziennej. W 1925 gmina żydowska skupiała 2850 wiernych. Pod jej auspicjami działalność prowadziło również bractwo Chewra Kadisza. W 1928 zwracano uwagę na zły stan techniczny dachu synagogi, jak również budynku domu modlitwy, szkoły i domu rabina. Obiekt stanowiący dom pogrzebowy pozostawał zawalony, to samo dotyczyło muru okalającego cmentarz. Niezbędne prace remontowe nie zostały przeprowadzone przez gminę wyznaniową z powodu braku funduszy, a w kolejnych latach zadłużenie gminy rosło.
W 1932 na terenie miasta poza synagogą oraz domem modlitwy z chederem przy ul. Łaziennej funkcjonowało także sześć chasydzkich domów modlitwy, należących do odłamów z Aleksandrowa, Góry Kalwarii, Kromołowa, a także grup wierszowskiej, chęcinskiej i kolejnej nieposiadającej własnej nazwy. W 1933 organizacja syjonistyczna „Mizrachi” zawnioskowała do starostwa powiatowego o uruchomienie własnego domu modlitwy. 
W 1930 teren administrowany przez gminę wyznaniową żydowską w Pilicy był zamieszkiwany przez 1908 Żydów, a w 1933 było to 1500 osób.
W 1932 założona została żydowska Biblioteka im. Chajima Nachmana Bialika, natomiast w lipcu z inicjatywy sekretarza gminy i kierownika banku Fiszela Łabuskiego powstało Stowarzyszenie Dobroczynne „Gemilus Chesed”. W 1938 gmina skupiała 1711 wiernych.
Po rozpoczęciu się II wojny światowej Pilica została zajęta przez oddziały niemieckie we wrześniu 1939. Synagoga w Pilicy została spalona przez hitlerowców jesienią 1939. W 1941 w mieście zostało utworzone getto, dokąd wysiedlonych zostało około 2000 Żydów. Następnie w 1942 społeczność żydowska miasta została przesiedlona do getta w Wolbromiu, a stamtąd do obozów koncentracyjnych. Zniszczony został stary cmentarz żydowski, a pochodzące z niego macewy zostały później wykorzystane w fundamentach położonych w jego pobliżu budynków. W lutym 1943 przez okupanta została przeprowadzona ponadto akcja wyburzania budynków należących wcześniej do Żydów, jak również ogrodzenia starego cmentarza żydowskiego. W okresie 1942–1943 nowy cmentarz żydowski stał się miejscem straceń złapanych przez Niemców Żydów ukrywających się w okolicznych lasach, natomiast w 1945 doszło tu do egzekucji około 70 mieszkańców Pilicy oraz pobliskich miejscowości przez żandarmerię wojskową.

### Katolicyzm
W mieście funkcjonuje rzymskokatolicka parafia św. Jana Chrzciciela i św. Jana Ewangelisty, należąca do dekanatu pilickiego wchodzącego w skład diecezji sosnowieckiej. Świątynią parafialną pozostaje kościół św. Jana Chrzciciela i św. Jana Ewangelisty. Do parafii należy również filialny kościół św. Jerzego w Pilicy, kaplica Najświętszej Marii Panny Częstochowskiej w Kocikowej oraz kaplica na cmentarzu w Pilicy.

### Prawosławie
Obecność ludności wyznania prawosławnego w Pilicy związana była z obecnością tu rosyjskich garnizonów wojskowych w okresie przynależności tego terenu do Imperium Rosyjskiego. W 1831 w mieście rozpoczął stacjonowanie garnizon będący częścią 2 Pułku Bramsko-Jegierskiego. 4 lipca 1831 Komisja Wojskowa Województwa Krakowskiego zdecydowała o uruchomieniu lazaretu, który powstał w dawnym magazynie solnym zlokalizowanym przy ul. Lelowskiej. Z powodu utworzenia szpitala dla żołnierzy rosyjskich w tym okresie z cmentarza przy ul. Zawierciańskiej została wydzielona osobna nekropolia z przeznaczeniem dla zmarłych wyznania prawosławnego. Ponadto dla wiernych została utworzona kaplica prawosławna, która działała przy Rynku w domu Mateusza Dynerowicza.

### Protestantyzm

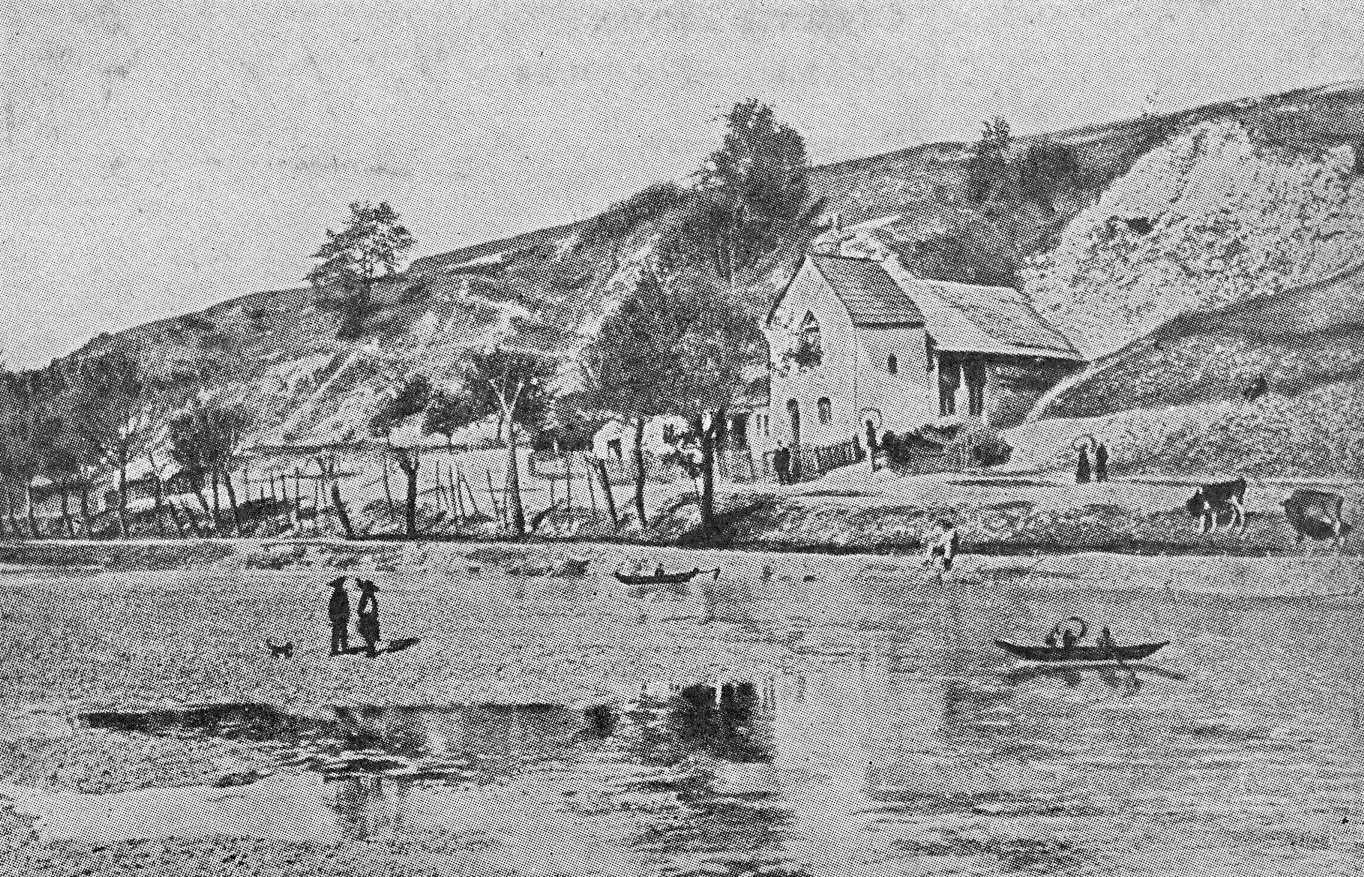
Kaplica ewangelicka przy ul. 17 stycznia w 1915

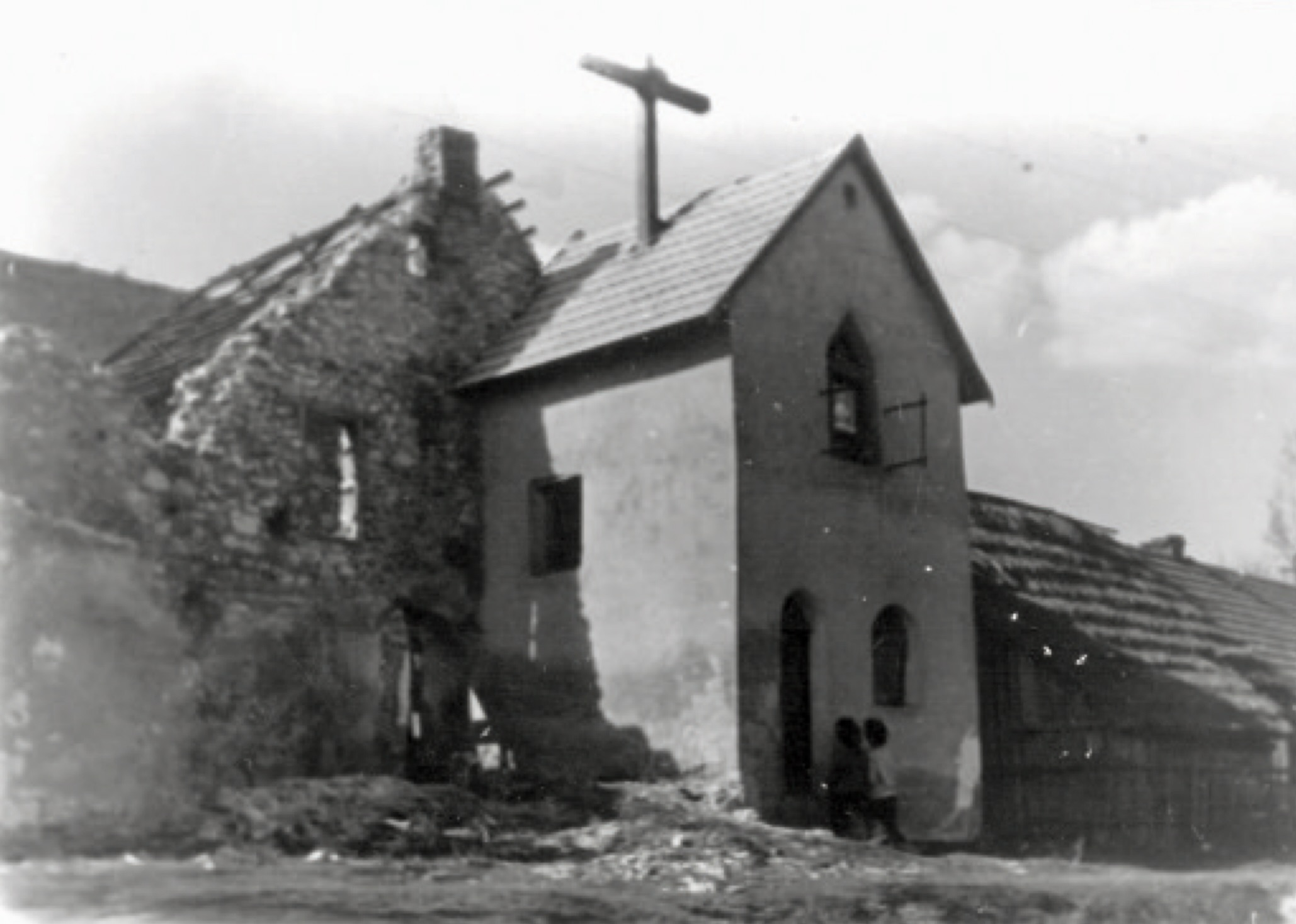
Pozostałości kaplicy ewangelickiej przy ul. 17 stycznia w latach 20. XX wieku

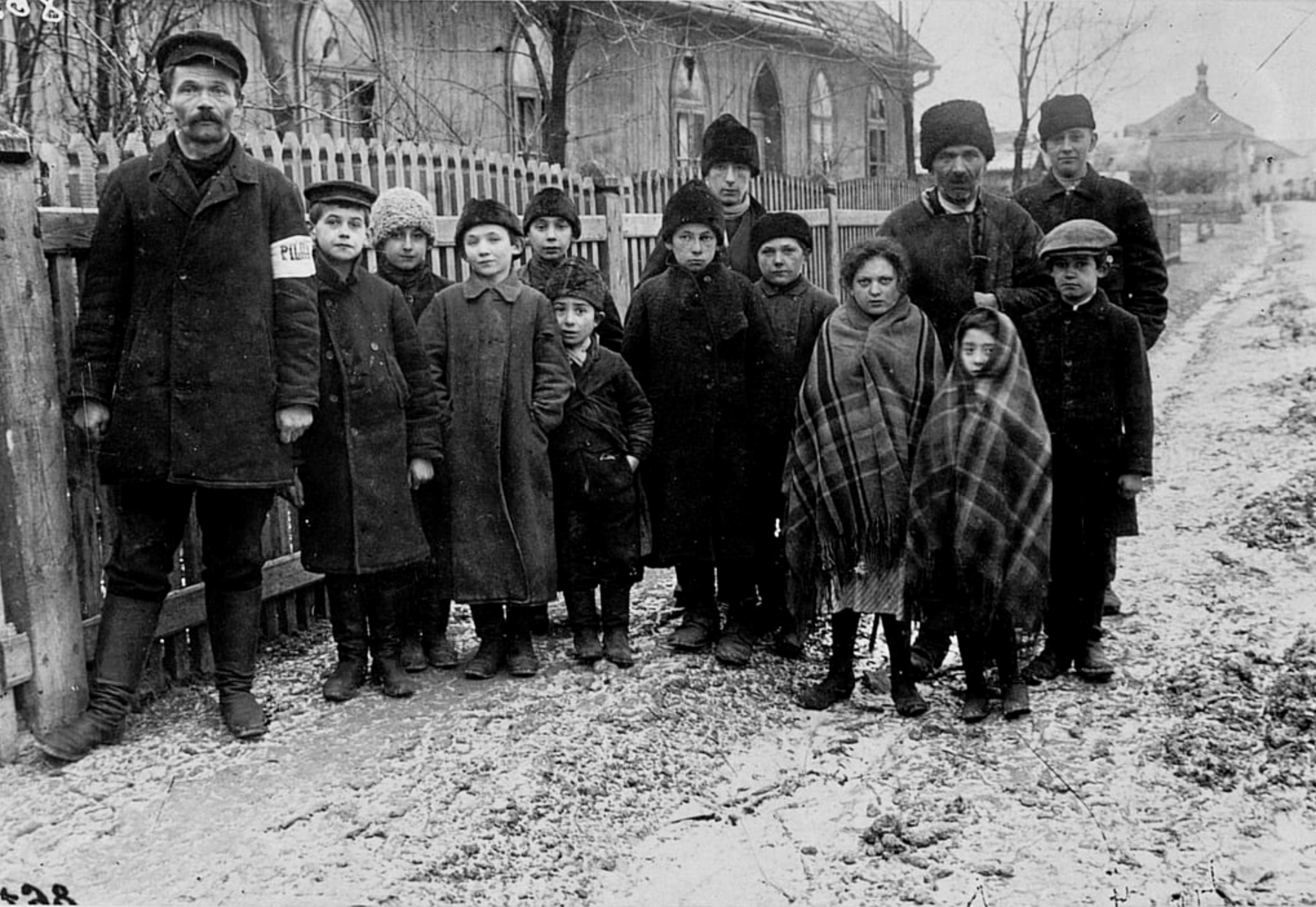
Grupa mieszkańców przed kaplicą ewangelicką przy ul. Krakowskiej w okresie I wojny światowej

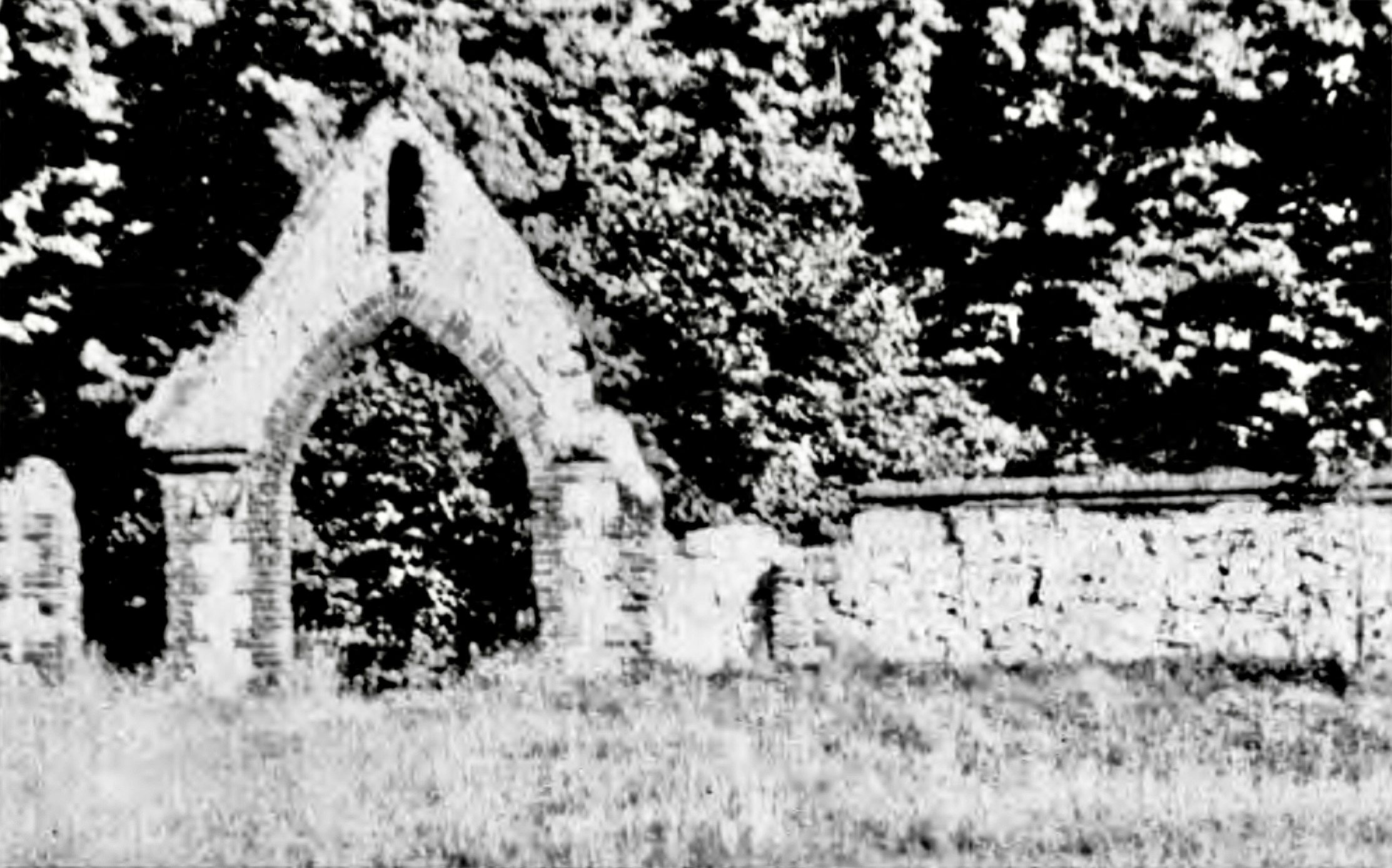
Brama cmentarza ewangelickiego w Pilicy (ok. 1989–1990)

Ewangelicka społeczność funkcjonowała w Pilicy co najmniej od samego początku XIX wieku. Miejscowi wierni pozbawieni byli jednak własnej parafii, a czynności duszpasterskie oraz prowadzenie zapisów w księgach metrykalnych ich dotyczących były wykonywane przez duchownych miejscowej parafii rzymskokatolickiej. W 1801 na rzecz ewangelików przekazane zostały zabudowania dawnego klasztoru w Zarzeczu. Obiekty te pozostawały jednak w bardzo złym stanie technicznym i do ich objęcia na cele religijne nie doszło.
Do zwiększenia się liczby protestantów zamieszkujących miasto doszło następnie w latach 20. XIX wieku dzięki rozwojowi tutejszego przemysłu włókienniczego. Ewangeliccy osadnicy zostali tu sprowadzeni w celu uruchomienia produkcji w miejscowej fabryce. Początkowo zachowywali oni kulturową odrębność od rdzennych mieszkańców miasta, wyróżniając się od nich noszonym strojem oraz odmiennymi obyczajami, jednak z czasem zaczęli się z nimi asymilować, na co główny wpływ miało zawieranie małżeństw mieszanych wyznaniowo.
W wyniku powiększenia się miejscowej wspólnoty wiernych Kościoła Ewangelicko-Augsburskiego, w 1854 przez ks. Warmuzińskiego został wystosowany wniosek do Konsystorza w Kielcach o zorganizowanie życia religijnego pilickich ewangelików. Od 19 listopada 1855 opiekę duszpasterską nad pilickimi wiernymi roztoczył proboszcz Parafii Ewangelicko-Augsburskiej w Piotrkowie Trybunalskim. Na skutek starań Christiana Augusta Moesa, miejscowego właściciela ziemskiego, w 1857 wspólnota została zorganizowana w filiał parafii w Piotrkowie. W tym okresie założony został cmentarz ewangelicki, położony w sąsiedztwie cmentarza cholerycznego, który około 1868 został otoczony murem. W 1857 działalność zainaugurowała tu szkoła ewangelicka.
Ksiądz Ludwik Müller z parafii piotrkowskiej, zaangażowany wcześniej w powstanie pilickiej wspólnoty ewangelickiej, prowadził tu nabożeństwa kilka razy w ciągu roku. W pozostałym okresie czynności duszpasterskie sprawowane były przez zamieszkałych na miejscu kantorów, pełniących stanowisko nauczycieli w miejscowej szkole ewangelickiej. Pierwszy miejscem nabożeństw stała się kaplica pałacowa, następnie przeniesiono je do wynajmowanego lokalu. Miejscowa społeczność ewangelicka skupiała w tym okresie poniżej 100 osób.
14 kwietnia 1868 kolegium kościelne filiału wystosowało wniosek do Rządu Gubernialnego o ponowne przyznanie miejscowym wiernym dawnego klasztoru w Zarzeczu. Do przekazania niszczejącego kościoła nie doszło, w związku z czym przez Christiana Augusta Moesa została ufundowana kaplica wybudowana w 1869 przy ul. 17 stycznia, wyposażona również w pomieszczenie dla duchownego.
W 1872 na miejscowym cmentarzu ewangelickim został pochowany Christian August Moes, a następnie jego grób został przeniesiony do Choroszczy. W 1874 miejscowy zbór skupiał 471 członków.
W 1876 filiał w Pilicy stał się częścią Parafii Ewangelicko-Augsburskiej w Kielcach. Był obsługiwany przez ks. Heinricha Karla Zandera, a po nim przez ks. Władysława Wilhelma Wernitza. W okresie 1919–1922 filiał pozostawał częścią Parafii Ewangelicko-Augsburskiej w Sosnowcu, następnie powrócił pod administrację parafii w Kielcach.
W 1910 wybudowana została kaplica ewangelicka przy ul. Krakowskiej. 
W okresie międzywojennym filiał Pilica obejmował wiernych zamieszkałych na terenie Pilicy, jak również okolicę Kluczy, Olkusza i Wolbromia. W 1923 należało do niego ogółem około 150 wiernych. W samej Pilicy w 1927 zamieszkiwało 85 ewangelików, jednak do okresu 1937–1939 liczba ta uległa zmniejszeniu do 17 osób.
26 września 1968 na mocy decyzji Konsystorza Kościoła Ewangelicko-Augsburskiego Parafia Ewangelicko-Augsburska w Kielcach została zdegradowana do stacji kaznodziejskiej podległej parafii w Radomiu. Należący do tej pory do kieleckiej parafii filiał w Pilicy został wówczas zlikwidowany.
Kaplica ewangelicka przy ul. Krakowskiej współcześnie nie istnieje, a na jej miejscu został wzniesiony budynek mieszkalny. Zachowany został przedsionek będący częścią dawnej kaplicy przy ul. 17 stycznia, który pozostaje wykorzystywany przez kościół rzymskokatolicki jako kapliczka. Cmentarz ewangelicki w Pilicy zlokalizowany w pobliżu prowadzącej do Złożeńca ul. Adama Mickiewicza znajduje się w stanie ruiny. Posiada on kształt wielokąta o powierzchni 0,193 ha i jest otoczony zabudową składająca się z domów jednorodzinnych. Pozostały na nim resztki neogotyckiej bramy wejściowej oraz ogrodzenia, jak również fragmenty nagrobków. Zachowana brama posiada 4,5 m wysokości. Wyposażona została w dwuspadowe, ostrołukowe zwieńczenie, które zostało nakryte czerwoną dachówką. W górnej części bramy znajduje się otwór prześwitowy, rownież zakończony ostrołukowo. Po lewej stronie bramy umieszczono otwór, w którym dawniej znajdowała się furtka. Cmentarz posiadał niegdyś parkowe założenie przestrzenne, nie zostało ono jednak zachowane do czasów współczesnych. 

#### Szkoła ewangelicka
W 1857 przez Christiana Augusta Moesa założona została tu szkoła ewangelicka, której został kuratorem, natomiast etat jej pierwszego nauczyciela objął August Fryderyk Foerster, a fundusze na utrzymanie nauczyciela przeznaczane były przez Christiana Augusta Moesa.
W 1863 August Fryderyk Foerster zrezygnował z etatu w szkole w Pilicy, a jego następcą został Wilhelm Sejbt. Pracował tu do swojej śmierci 13 sierpnia 1872. Po nim funkcję tę objął Wilhelm Karol Bejer, pochodzący z guberni grodzieńskiej absolwent warszawskich kursów pedagogicznych. Pełnił ją do 1874, a kolejnym nauczycielem został wówczas Karol August Gotlibowicz Goch.
W końcu swojego funkcjonowania w Pilicy placówka liczyła około 200 uczniów, a jej siedzibą był budynek zlokalizowany obok miejscowego browaru. Po śmierci Christiana Augusta Moesa jego rodzina przeprowadziła się do Sławniowa. Została tam przeniesiona również szkoła ewangelicka, która została ulokowana w budynku należącym do tamtejszej fabryki włókienniczej.

## Galeria

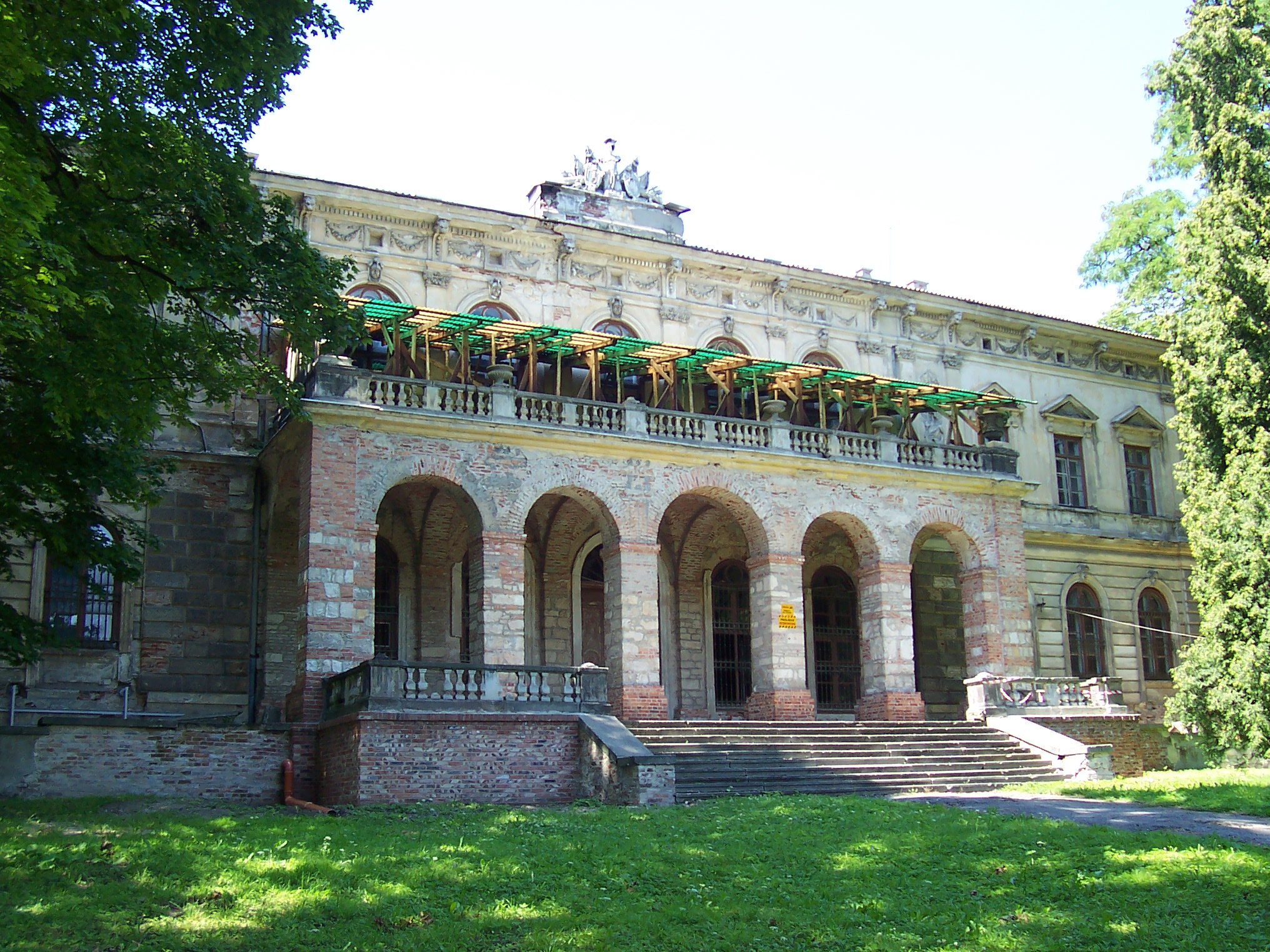
Zamek w Pilicy
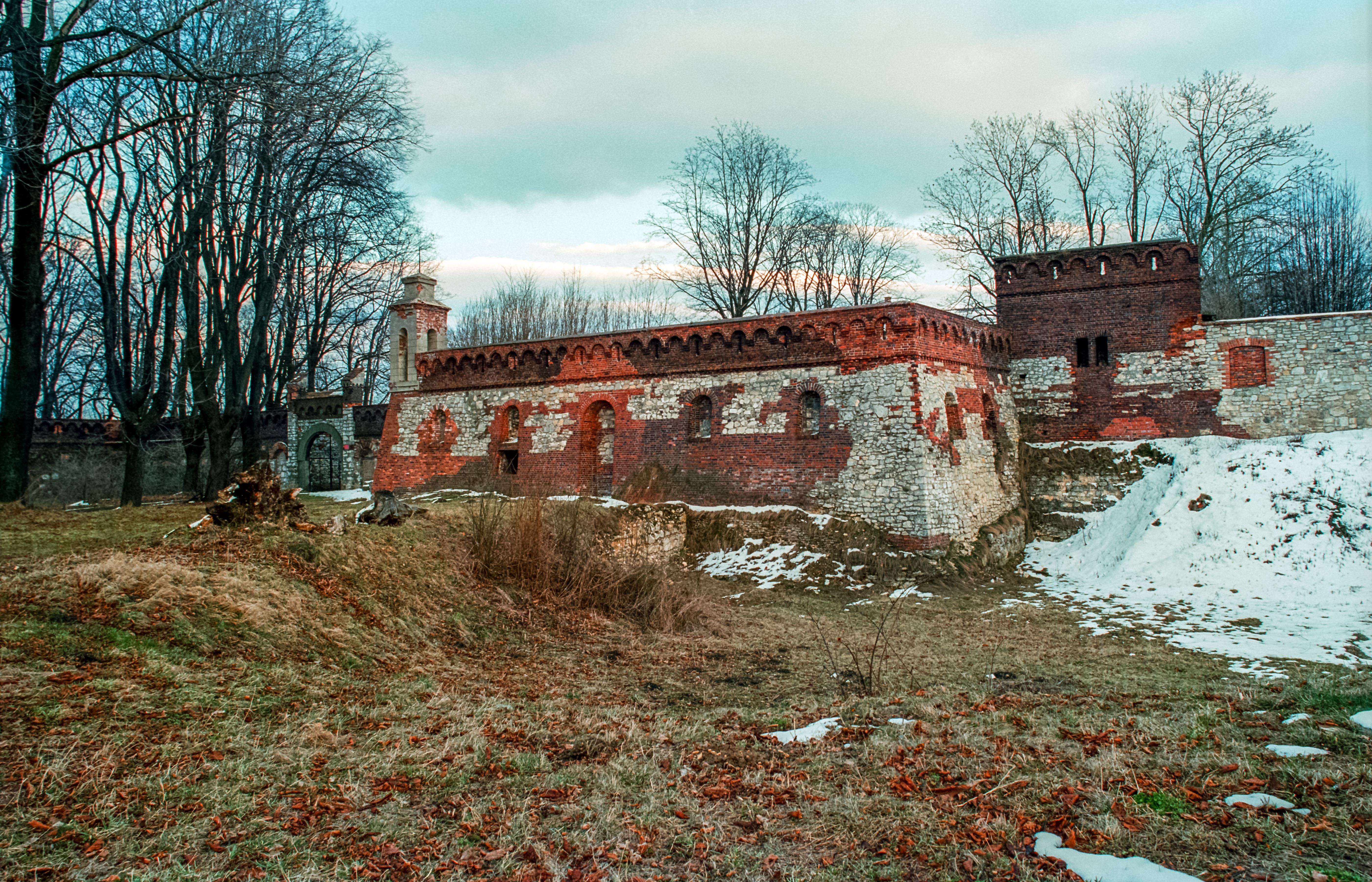
Zamkowe mury obronne
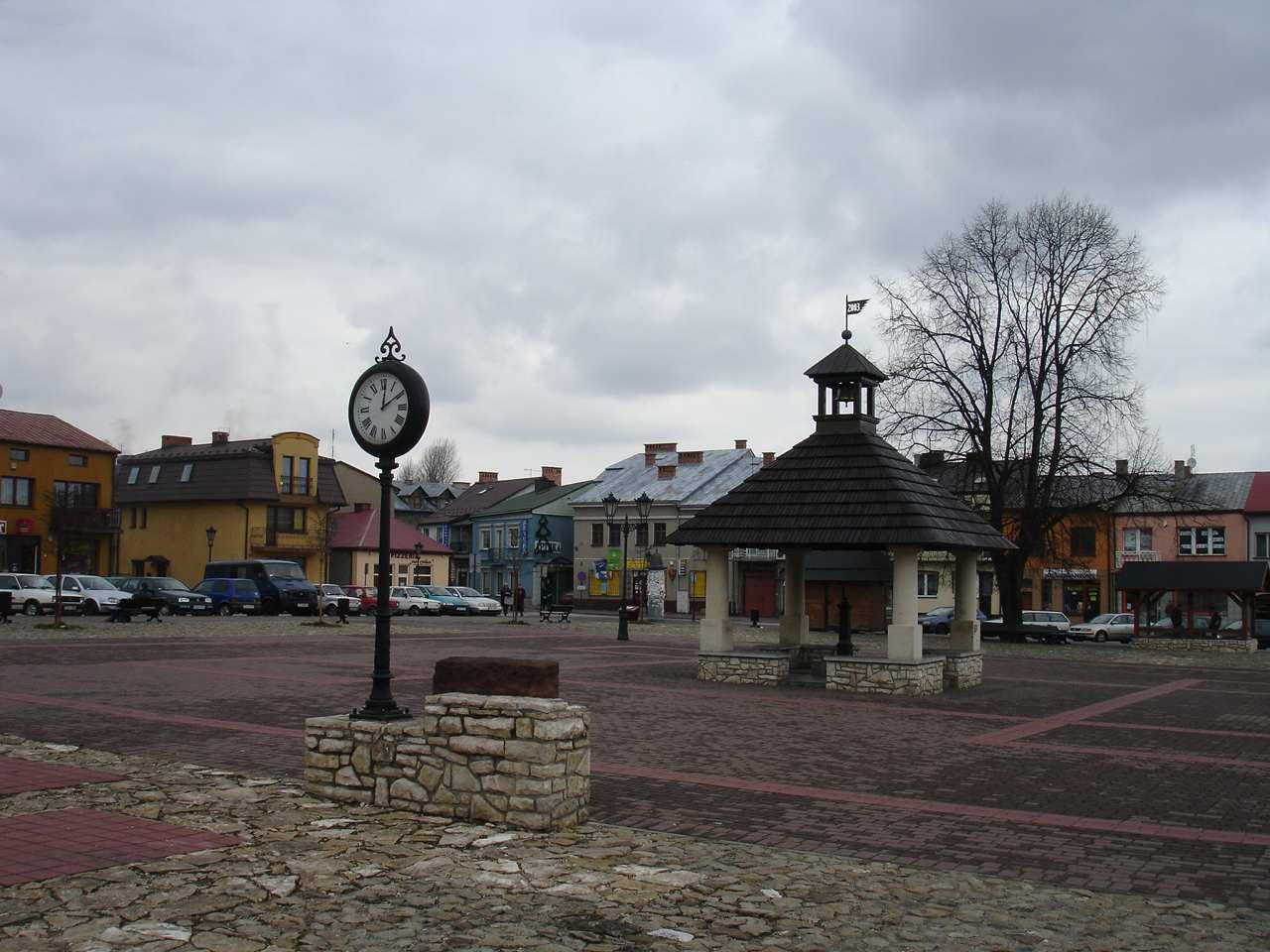
Rynek
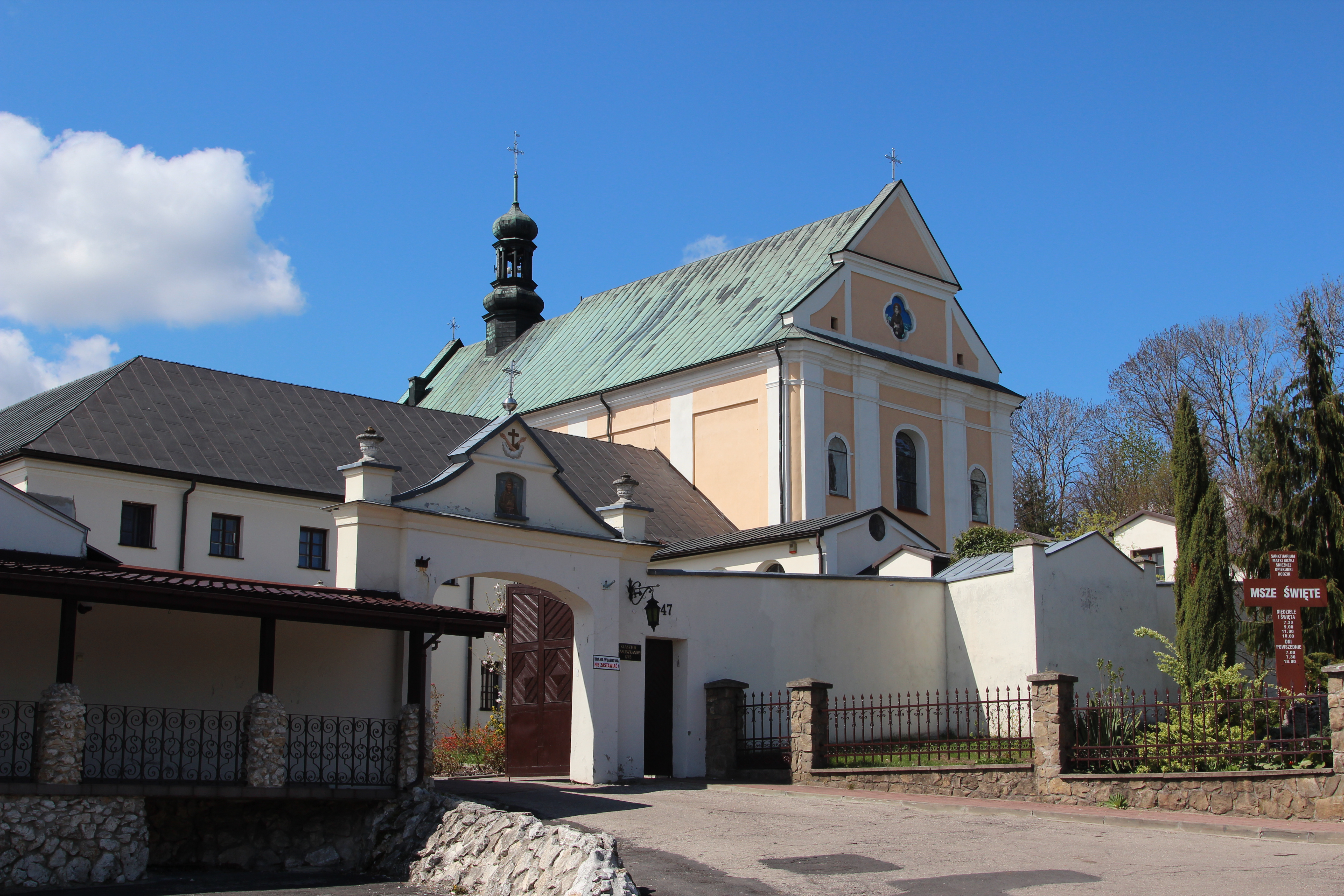
Sanktuarium Matki Bożej Śnieżnej – Opiekunki Rodzin
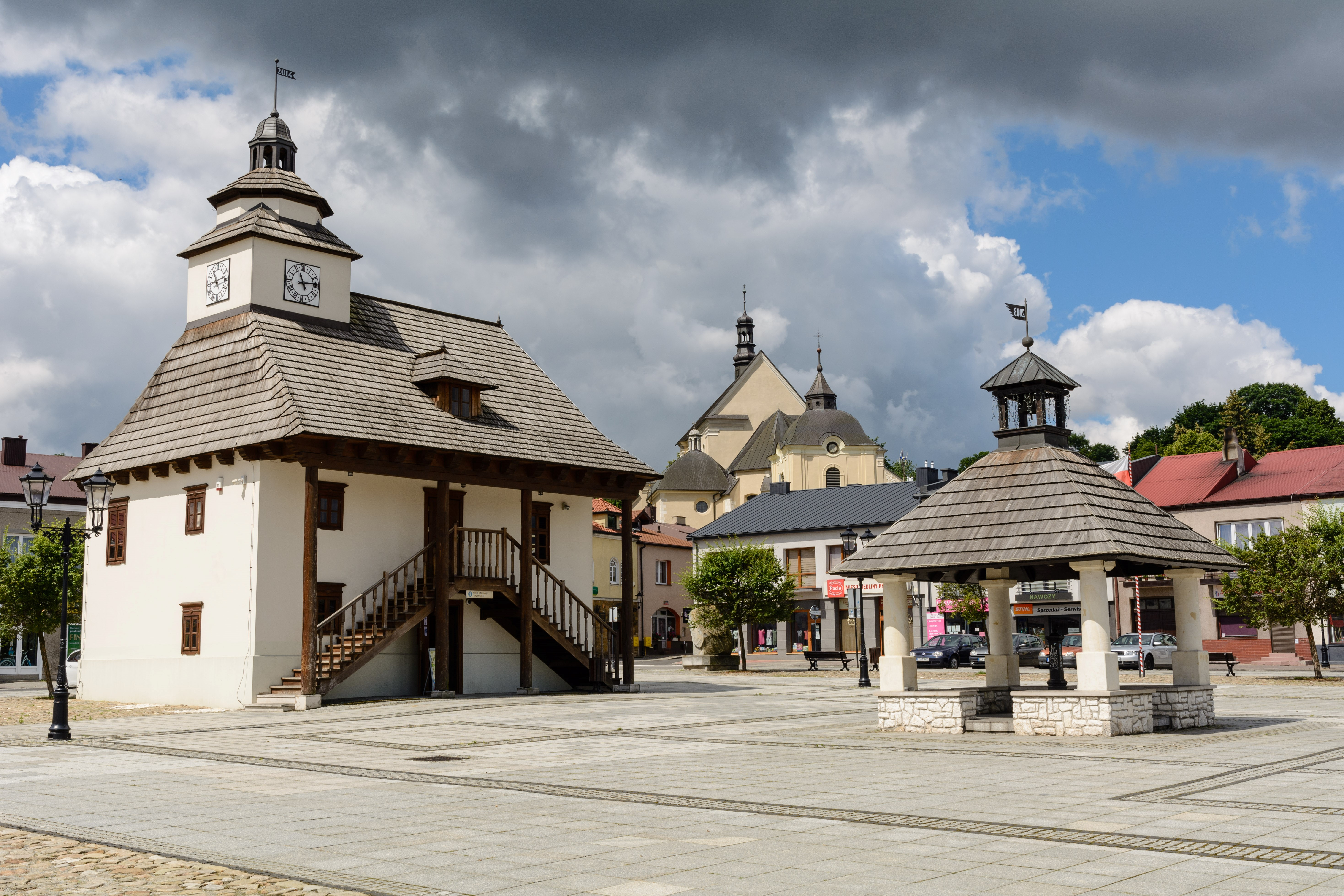
Rynek, stan z lipca 2020.